# Fritillaria ayakoana
Fritillaria ayakoana är en liljeväxtart som beskrevs av Maruy. och Naohiro Naruhashi. Fritillaria ayakoana ingår i Klockliljesläktet och i familjen liljeväxter. Inga underarter finns listade.